# Новохазино
Новохазино (баш. Яңы Хажи) — деревня в Краснокамском районе Республики Башкортостан Российской Федерации. Входит в состав Куяновского сельсовета.

## География

### Географическое положение
Расстояние до:
- районного центра (Николо-Берёзовка): 71 км,
- ближайшей ж/д станции (Нефтекамск): 51 км.

## История
Село было основано в 1842 году башкирами деревни Хазино (Старохазино) Гарейской волости Бирского уезда Оренбургской губернии на собственных вотчинных землях.

## Население
| 2002 | 2009 | 2010 |
| ---- | ---- | ---- |
| 335  | ↘315 | ↗339 |

Национальный состав
Согласно переписи 2002 года, преобладающая национальность — башкиры (74 %).